# 魯勒爾山 (伊利諾伊州)
魯勒爾山（英語：Rural Hill）是位於美國伊利諾伊州漢密爾頓縣的一個非建制地區。該地的面積和人口皆未知。

## 地理
魯勒爾山的座標為37°57′38″N 88°39′04″W / 37.96056°N 88.65111°W，而該地的平均海拔高度為173米（即568英尺）。